# Liste du patrimoine immobilier classé de Stavelot
Cette page regroupe l'ensemble du patrimoine immobilier classé de la ville belge de Stavelot.
| Objet | Année de construction / Architecte | Adresse                                                    | Section communale | Coordonnées                      | Numéro d’inventaire | Illustration |
| --- | ---------------------------------- | ---------------------------------------------------------- | ----------------- | -------------------------------- | ------------------- | --- |
| Fontaine monumentale du Perron, place Saint Remacle |                                    | Place Saint Remacle                                        |                   | 50° 23′ 41″ nord, 5° 55′ 48″ est | 63073-CLT-0001-01   | Fontaine monumentale du Perron, place Saint Remacle |
| Méandres de l'Amblève : 1° au rocher de Challe et au Hé de Challe ; 2° au « Bout du Monde » |                                    |                                                            |                   | 50° 23′ 36″ nord, 5° 56′ 54″ est | 63073-CLT-0002-01   | Image manquanteTéléverser |
| Abbaye de Stavelot : bâtiment principal, bâtiment du XVIIe siècle, avec avant-corps abritant le musée; aile du XVIIe siècle; Arvo ou poterne monumentale; aile de 1714; tourelle de l'église tenant à la grosse tour (XVIe siècle) et surplombant cette parcelle; grande tour de l'église du XVIe siècle; bâtiment d'angle (musée); aile du XVIIe siècle; aile est de l'Hospice et anciennes caves; aile sud de l'abbaye ou grand réfectoire (M) |                                    |                                                            |                   | 50° 23′ 36″ nord, 5° 55′ 55″ est | 63073-CLT-0003-01   | Abbaye |
| La totalité des vestiges de l'église abbatiale de Stavelot (M) et établissement d'une zone de protection (ZP) |                                    |                                                            |                   | 50° 23′ 38″ nord, 5° 55′ 53″ est | 63073-CLT-0004-01   | La totalité des vestiges de l'église abbatiale de Stavelot (M) et établissement d'une zone de protection (ZP)                                                                                                 |
| Chapelle Sainte-Lucie |                                    | Parfondruy                                                 | Stavelot          | 50° 23′ 23″ nord, 5° 54′ 51″ est | 63073-CLT-0006-01   | Chapelle Sainte-Lucie |
| Maison dite Maison Briska (façades et toitures) |                                    | Rue des Écoles, n° 13                                      |                   | 50° 23′ 46″ nord, 5° 55′ 47″ est | 63073-CLT-0007-01   | Maison dite Maison Briska (façades et toitures) |
| Orgues de l'église St Sébastien |                                    |                                                            |                   | 50° 23′ 39″ nord, 5° 55′ 45″ est | 63073-CLT-0009-01   | Orgues de l'église St Sébastien |
| Ensemble formé par la place Saint-Remacle, les façades et les toitures des immeubles qui la bordent |                                    |                                                            |                   | 50° 23′ 41″ nord, 5° 55′ 50″ est | 63073-CLT-0010-01   | Ensemble formé par la place Saint-Remacle, les façades et les toitures des immeubles qui la bordent |
| Chapelle Saint-Laurent |                                    |                                                            | Stavelot          | 50° 23′ 31″ nord, 5° 55′ 58″ est | 63073-CLT-0011-01   | Chapelle Saint-Laurent |
| Maison, Rue Haute, n° 16 |                                    | Rue Haute n° 16                                            |                   | 50° 23′ 44″ nord, 5° 55′ 51″ est | 63073-CLT-0012-01   | Maison, Rue Haute, n° 16 |
| Maison, Rue de Spa n° 6, actuellement rue Devant les Capucins, n° 6 |                                    | Rue de Spa n° 6, tegenwoordig rue Devant les Capucins n° 6 |                   | 50° 23′ 44″ nord, 5° 55′ 53″ est | 63073-CLT-0013-01   | Maison, Rue de Spa n° 6, actuellement rue Devant les Capucins, n° 6 |
| Maison |                                    | Rue de Spa n°4, tegenwoordig rue Devant les Capucins n° 4  |                   | 50° 23′ 44″ nord, 5° 55′ 53″ est | 63073-CLT-0014-01   | Maison |
| Maison |                                    | Rue de Spa n°1, tegenwoordig rue Devant les Capucins n° 1  |                   | 50° 23′ 44″ nord, 5° 55′ 53″ est | 63073-CLT-0015-01   | Image manquanteTéléverser |
| Maison (façades et toitures), sis au hameau de Challes n° 2 |                                    | hameau de Challes n° 2                                     |                   | 50° 23′ 39″ nord, 5° 56′ 56″ est | 63073-CLT-0019-01   | Image manquanteTéléverser |
| Maison Briska (façades et toitures), à l'exception de l'appentis côté jardin |                                    | Rue des Écoles n° 11                                       |                   | 50° 23′ 46″ nord, 5° 55′ 47″ est | 63073-CLT-0020-01   | Maison Briska (façades et toitures), à l'exception de l'appentis côté jardin |
| Maison (façades et toitures), Rue Vinâve, n° 2 |                                    | Rue Vinâve n° 2                                            |                   | 50° 23′ 38″ nord, 5° 55′ 47″ est | 63073-CLT-0021-01   | Maison (façades et toitures), Rue Vinâve, n° 2 |
| Maison (façades et toitures), Rue Vinâve, n° 6 |                                    | Rue Vinâve n° 6                                            |                   | 50° 23′ 38″ nord, 5° 55′ 47″ est | 63073-CLT-0022-01   | Maison (façades et toitures), Rue Vinâve, n° 6 |
| Maison (façades et toitures), Rue Vinâve, n° 8 |                                    | Rue Vinâve n° 8                                            |                   | 50° 23′ 39″ nord, 5° 55′ 47″ est | 63073-CLT-0023-01   | Image manquanteTéléverser |
| Façades et toitures de l'immeuble sis rue Vinâve, n° 10-12 |                                    | Rue Vinâve n° 10-12                                        |                   | 50° 23′ 39″ nord, 5° 55′ 47″ est | 63073-CLT-0024-01   | Façades et toitures de l'immeuble sis rue Vinâve, n° 10-12 |
| Le buffet de l'orgue et trois autels de l'institut Saint Remacle, sis avenue Ferdinand Nicolay, n° 27 |                                    | Avenue Ferdinand Nicolay n° 27                             |                   | 50° 23′ 44″ nord, 5° 55′ 56″ est | 63073-CLT-0025-01   | Image manquanteTéléverser |
| Fontaine Nicolay (M) et ensemble formé par cette fontaine et la chapelle Saint Roch (S) |                                    | Rue Neuve                                                  |                   | 50° 23′ 33″ nord, 5° 55′ 35″ est | 63073-CLT-0026-01   | Image manquanteTéléverser |
| Maison (façades et toitures) rue du Vinâve, n° 4 |                                    | Rue du Vinâve n° 4                                         |                   | 50° 23′ 38″ nord, 5° 55′ 47″ est | 63073-CLT-0027-01   | Maison (façades et toitures) rue du Vinâve, n° 4 |
| Maison Hastir (façades et toitures) |                                    | Rue Haute n° 18                                            |                   | 50° 23′ 44″ nord, 5° 55′ 52″ est | 63073-CLT-0029-01   | Maison Hastir (façades et toitures) |
| Immeuble (façades et toitures) |                                    | Rue Haute n° 14                                            |                   | 50° 23′ 44″ nord, 5° 55′ 51″ est | 63073-CLT-0030-01   | Immeuble (façades et toitures) |
| Immeuble (façades et toitures, à l'exception de celles de l'annexe) |                                    | Rue Haute n° 23                                            |                   | 50° 23′ 45″ nord, 5° 55′ 52″ est | 63073-CLT-0031-01   | Immeuble (façades et toitures, à l'exception de celles de l'annexe) |
| Immeuble (façades et toitures) rue de Spa n°3, actuellement rue Devant les Capucins, n° 3 |                                    | Rue de Spa n°3, tegenwoordig rue Devant les Capucins n° 3  |                   | 50° 23′ 44″ nord, 5° 55′ 53″ est | 63073-CLT-0032-01   | Image manquanteTéléverser |
| Immeuble (façades et toitures) |                                    | Rue Haute, n° 19                                           |                   | 50° 23′ 45″ nord, 5° 55′ 51″ est | 63073-CLT-0033-01   | Immeuble (façades et toitures) |
| Fontaine à l'angle des rues Haute et du Bac |                                    | Rue Haute en rue du Bac                                    |                   | 50° 23′ 45″ nord, 5° 55′ 51″ est | 63073-CLT-0034-01   | Fontaine à l'angle des rues Haute et du Bac |
| Immeuble (façades et toitures) |                                    | Rue Haute, n° 24                                           |                   | 50° 23′ 45″ nord, 5° 55′ 53″ est | 63073-CLT-0035-01   | Immeuble (façades et toitures) |
| Immeuble (façades et toitures à l'exception de celles de l'annexe basse sise à l'arrière) |                                    | Rue Haute, n° 20                                           |                   | 50° 23′ 44″ nord, 5° 55′ 52″ est | 63073-CLT-0036-01   | Immeuble (façades et toitures à l'exception de celles de l'annexe basse sise à l'arrière) |
| Immeuble (façades et toitures) |                                    | Rue Haute, n° 21                                           |                   | 50° 23′ 45″ nord, 5° 55′ 51″ est | 63073-CLT-0037-01   | Immeuble (façades et toitures) |
| Tannerie t'Serstevens (à l'exception de la petite annexe), sise Rue du Vieux Château, n° 1 |                                    | Rue du Vieux Château n° 1                                  |                   | 50° 23′ 30″ nord, 5° 55′ 59″ est | 63073-CLT-0038-01   | Image manquanteTéléverser |
| Façades avant et arrière et toitures du bâtiment principal de l'immeuble sis Rue Général Jacques, n° 3 |                                    | Rue Général Jacques n° 3                                   |                   | 50° 23′ 39″ nord, 5° 55′ 49″ est | 63073-CLT-0039-01   | Façades avant et arrière et toitures du bâtiment principal de l'immeuble sis Rue Général Jacques, n° 3 |
| Façades et toitures de l'immeuble sis Rue Général Jacques, n°1 |                                    | Rue Général Jacques n°1                                    |                   | 50° 23′ 39″ nord, 5° 55′ 49″ est | 63073-CLT-0040-01   | Façades et toitures de l'immeuble sis Rue Général Jacques, n°1 |
| Fontaine à l'angle des rues de la Fontaine et Général Jacques |                                    |                                                            |                   | 50° 23′ 40″ nord, 5° 55′ 48″ est | 63073-CLT-0041-01   | Fontaine à l'angle des rues de la Fontaine et Général Jacques |
| Immeuble (façades et toitures y compris celles de l'annexe) |                                    | Rue Haute n° 17                                            |                   | 50° 23′ 45″ nord, 5° 55′ 51″ est | 63073-CLT-0042-01   | Immeuble (façades et toitures y compris celles de l'annexe) |
| Fontaine sise rue Bas-Vinâve |                                    | Rue Bas-Vinâve                                             |                   | 50° 23′ 39″ nord, 5° 55′ 46″ est | 63073-CLT-0043-01   | Fontaine sise rue Bas-Vinâve |
| 1) Extérieur de l'aile nord de l'ancien Couvent de Capucins, à savoir: |                                    |                                                            |                   | 50° 23′ 45″ nord, 5° 55′ 54″ est | 63073-CLT-0045-01   | 1) Extérieur de l'aile nord de l'ancien Couvent de Capucins, à savoir: |
| Façade avant et pan de toiture de l'immeuble sis Place Saint-Remacle, n° 17 |                                    | Place Saint-Remacle n° 17                                  |                   | 50° 23′ 43″ nord, 5° 55′ 47″ est | 63073-CLT-0046-01   | Façade avant et pan de toiture de l'immeuble sis Place Saint-Remacle, n° 17 |
| Maison dite maison Susleau (façades et toitures, charpente, mur de clôture bordant la ruelle Delbrouck) |                                    | Rue Chaumont, n° 1                                         |                   | 50° 23′ 42″ nord, 5° 55′ 45″ est | 63073-CLT-0047-01   | Maison dite maison Susleau (façades et toitures, charpente, mur de clôture bordant la ruelle Delbrouck) |
| Immeuble (façades, pignons et toiture) sis à Francheville, n° 11 |                                    | Francheville, n° 11                                        |                   | 50° 21′ 59″ nord, 6° 00′ 39″ est | 63073-CLT-0049-01   | Image manquanteTéléverser |
| Maison (façades, pignons et toitures), Ster, n° 12 |                                    | Ster, n° 12                                                |                   | 50° 23′ 34″ nord, 5° 53′ 59″ est | 63073-CLT-0050-01   | Image manquanteTéléverser |
| Ensemble formé par le ruisseau du Noir Rû et ses abords (S) et établissement d'une zone de protection (ZP) (+ TROIS-PONTS/Wanne) |                                    |                                                            |                   | 50° 21′ 02″ nord, 5° 59′ 47″ est | 63073-CLT-0052-01   | Image manquanteTéléverser |
| Les étangs de Stavelot (S) et établissement d'une zone de protection (ZP) |                                    |                                                            |                   | 50° 23′ 25″ nord, 5° 55′ 42″ est | 63073-CLT-0054-01   | Image manquanteTéléverser |
| Façades, pignons, toitures et éléments structuraux (poteaux, entraits, etc.) de l'ossature intérieure de la maison située rue de Chaumont, n° 3 (M) et établissement d'une zone de protection aux abords (ZP) |                                    | Rue de Chaumont n° 3                                       |                   | 50° 23′ 42″ nord, 5° 55′ 45″ est | 63073-CLT-0055-01   | Façades, pignons, toitures et éléments structuraux (poteaux, entraits, etc.) de l'ossature intérieure de la maison située rue de Chaumont, n° 3 (M) et établissement d'une zone de protection aux abords (ZP) |
| Le rocher de Warche (S) et établissement d'une zone de protection (ZP) (+ MALMEDY/Bellevaux-Ligneuville, Bellevaux) |                                    |                                                            |                   | 50° 23′ 16″ nord, 5° 59′ 04″ est | 63073-CLT-0056-01   | Le rocher de Warche (S) et établissement d'une zone de protection (ZP) (+ MALMEDY/Bellevaux-Ligneuville, Bellevaux)                                                                                           |
| Immeuble (façades et toitures) rue de Spa n°8, actuellement rue Devant les Capucins, n° 8 |                                    | Rue de Spa n°8, tegenwoordig rue Devant les Capucins n° 8  |                   | 50° 23′ 44″ nord, 5° 55′ 53″ est | 63073-CLT-0057-01   | Immeuble (façades et toitures) rue de Spa n°8, actuellement rue Devant les Capucins, n° 8 |
| Les façades et toitures de la maison Chaumont sise rue Chaumont n°5 à Stavelot, de même que certaines parties intérieures de la maison, à savoir : au rez-de-chaussée, la salle à manger et le hall d'entrée, en ce compris la cage d'escalier, et au premier étage, le grand salon et la cheminée du bureau, de même que le décor en stuc du manteau de la cheminée de la salle de bain.                                                        |                                    | Rue Chaumont n°5, Stavelot                                 |                   | 50° 23′ 43″ nord, 5° 55′ 44″ est | 63073-CLT-0058-01   | Maison Chaumont |
| Le site historique et archéologique de l'ancienne église abbatiale |                                    |                                                            |                   | 50° 23′ 36″ nord, 5° 55′ 55″ est | 63073-PEX-0001-01   | Image manquanteTéléverser |
| Le site historique et archéologique de l'ancienne église abbatiale |                                    |                                                            |                   | 50° 23′ 38″ nord, 5° 55′ 53″ est | 63073-PEX-0002-01   | Image manquanteTéléverser |